# 千鳥町 (市川市)
千鳥町（ちどりちょう）は、千葉県市川市にある町名。郵便番号は272-0126。

## 地理
千葉県千葉市から約25km圏内にあり、東京駅からは約20km圏内にある。この地域は工業地帯となっており居住人口は0人である。住居表示未実施。
地区の北は日之出、東は加藤新田・高浜町、南は塩浜、西は塩浜・福栄に接する。

## 人口と世帯数
2020年（令和2年）8月31日現在の世帯数と人口は以下の通りである。
| 町丁   | 世帯数 | 人口 |
| ------ | ------ | ---- |
| 千鳥町 | 0世帯  | 0人  |
| 計     | 0世帯  | 0人  |

## 小・中学校の学区
市立小・中学校に通う場合、学区は以下の通りとなる。
| 町丁   | 番地 | 小学校               | 中学校             |
| ------ | ---- | -------------------- | ------------------ |
| 千鳥町 | 全域 | 市川市立南新浜小学校 | 市川市立妙典中学校 |

## 交通

### 道路
- 高速道路
  - 首都高速湾岸線千鳥町出入口
- 国道
  - 国道357号

## 施設
- ニトリ市川千鳥町店
- ホームセンターユニディ千鳥町店
- UDトラックス行徳カスタマーセンター
- 亀屋食品株式会社
- 藤田金属
- JFE鋼材
  - 交神運輸
  - 産業振興